# Sigmund Erk
Sigmund Erk (* 11. Juli 1895 in München; † 18. Dezember 1939 in Frankfurt am Main) war ein technischer Physiker.

## Leben
Sigmund Erk war der Sohn von Fritz Erk und dessen Ehefrau Luise Engelhardt. Er diente als Soldat im Ersten Weltkrieg und beendete 1922 sein Studium im Laboratorium für Technische Physik der Technischen Hochschule München als Diplomingenieur. Am 1. April 1922 trat er als wissenschaftlicher Hilfsarbeiter in die Physikalisch-Technische Reichsanstalt ein. Dort avancierte er 1926 zum Regierungsrat. Ein Jahr später promovierte er an der Technischen Hochschule München mit einer Arbeit über Zähigkeitsmessungen und Untersuchung von Viskosimetern zum Doktoringenieur. 1931 wurde Erk Mitglied der Physikalisch-Technischen Reichsanstalt und Vorsteher ihres Laboratoriums für Viskosimetrie und Erdölapparate, das er die folgenden acht Jahre leitete. Für den Verein Deutscher Ingenieure (VDI), dem er als Mitglied angehörte, war Erk Obmann des Arbeitsausschusses „Zähigkeit und Plastizität“, für den Deutschen Verband für Materialprüfung der Technik Obmann des Ausschusses „Zähigkeit bei tiefen Temperaturen“. Er war Mitarbeiter des VDI-Ausschusses für Wärmeforschung und der Arbeitsgruppe „Physikalische und chemische Bewertung von Kunststoffen“ des VDI- und VDCh-Kunststoff-Fachausschusses.
Als Hauptmann und Adjutant einer Nachrichtenabteilung zog er sich im Zweiten Weltkrieg an der Westfront eine Magenerkrankung zu, die ihn zu einem Aufenthalt in einem Reserve-Lazarett in Frankfurt zwang. Dort starb er im Dezember 1939 an einer Embolie.

## Veröffentlichungen
- mit Max Jakob (1879–1955): Der Druckabfall in glatten Rohren und die Durchflussziffer von Normaldüsen; Band 267 von Forschungsarbeiten auf dem Gebiete des Ingenieurwesens; 1924
- Zähigkeitsmessungen und Untersuchung von Viskosimetern; 1927
- mit Max Jacob: Der Wärmeübergang beim Kondensieren von Heiss- u. Sattdampf; 1928
- mit Heinrich Gröber: Die Grundgesetze der Wärmeübertragung
- Thermisch-mechanische Materialtrennung; 1933, mit Arnold Eucken
- mit Arnold Eucken: Physikalische Arbeitsprozesse des Betriebes: Thermisch-Mechanische Materialtrennung, Teil 3
- Kältebeständigkeit von Betriebsstoffen; 1937